# موربيوس ذا ليفينج فامبير
موربيوس ذا ليفينج فامبير (بالإنجليزية:Morbius, the Living Vampire) شخصية خيالة شريرة ظهر لأول مره في عام 1971 في القصص المصورة التي نشرتها شركة مارفيل كومكس بجانب بطل السلسلة الرجل العنكبوت وهو شاب تحول إلى مصاص دماء.